# Jan Joosten van Lodensteyn

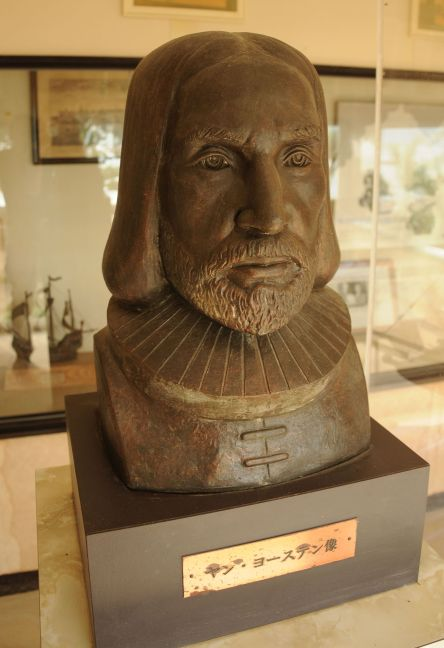
Jan Joosten van Lodensteyn

Jan Joosten van Lodensteyn (Delft, 1556 - Zuid-Chinese Zee, 1623) reisde als koopman met het schip "De Liefde" op 27 juni 1598 vanuit Rotterdam naar Japan waar hij op 19 april 1600 arriveerde. Er werd gevaren in een konvooi van vijf schepen (die níet tot de Vereenigde Oostindische Compagnie - die pas in 1602 werd opgericht - behoorden), via de destijds ongebruikelijke route van de Straat Magelhaes. Eén schip keerde in de Straat om en voer terug naar Rotterdam. Na veel tegenslag en het verlies van drie van de vijf schepen arriveerde alleen "De Liefde" in Japan op 19 april 1600. 
Jan Joosten van Lodensteyn adviseerde de lokale autoriteiten over zaken met betrekking tot handel en hij was betrokken bij de oprichting van de eerste Nederlandse handelspost in Japan, op het eiland Hirado in 1609. 
Hij bleef in Japan en trouwde met een Japanse vrouw. Naar hem is in Tokio een buurt vernoemd, "Yaesu" in de wijk Chuo (oostelijk van het centraal station in Tokio). In deze buurt bevinden zich twee monumenten ter herinnering aan Jan Joosten van Lodensteyn en het schip De Liefde. 
In zijn geboorteplaats Delft is in 1999 een plein naar hem vernoemd: het Jan Joostenplein, gelegen aan de Van Lodensteynstraat (die naar de predikant Jodocus van Lodensteyn (1620-1677), een familielid, genoemd is). 